# Milan Hofmans
Milan Hofmans (Amsterdam, 20 september 1971) is een Nederlandse fotograaf, beeldend kunstenaar en auteur.
Zijn expositie Tabsch! 1958-1996, een roddelblad schaamteloos onthuld (2018), omvat 38 werken – voornamelijk foto’s (transparanties in lichtbakken), maar ook tijdschrift-omslagen en -artikels, 3D-objecten, schilderijen, een kostuum en vier kijkdozen met readymades op kleine schaal.
Tot op heden verschenen er vier boeken van Hofmans' hand: Project M (2008), Droziers Erfenis (2010), De Bruid, de albatros en de schatzoeker (2011) en het fotoboek Amsterdam Cool (2012). De Bruid, de albatros en de schatzoeker en Amsterdam Cool verschenen bij Hofmans' eigen uitgeverij Darp Books.
Eind 2023 opende Hofmans zijn tentoonstelling 'Came Back Got Out', met levensgrote kleurenfoto's, een videosequentie, 3D-objecten en dagboekfragmenten. De expositie speelt zich af in de toekomst en vertelt het verhaal van de interplanetaire tour en uiteindelijke ontsnapping van de rockband Came Back Got Out (CBGO). Dit nieuwste werk van Hofmans wordt begeleid door een boek. De tentoonstelling was tot de zomer van 2024 te zien in Orato, aan de H.J.E Wenckebachweg in Amsterdam. 
- Gemeinsame Normdatei: 1033466697
- International Standard Name Identifier: 0000 0003 6904 7539
- Library of Congress Control Number: no2019087505
- Nederlandse Thesaurus van Auteursnamen: 308944755
- Virtual International Authority File: 281261951